# Törtel
Törtel é um município da Hungria, situado no condado de Peste. Tem 84,16 km² de área e sua população em 2015 foi estimada em 4.264 habitantes.